# نيكو بونغيرت

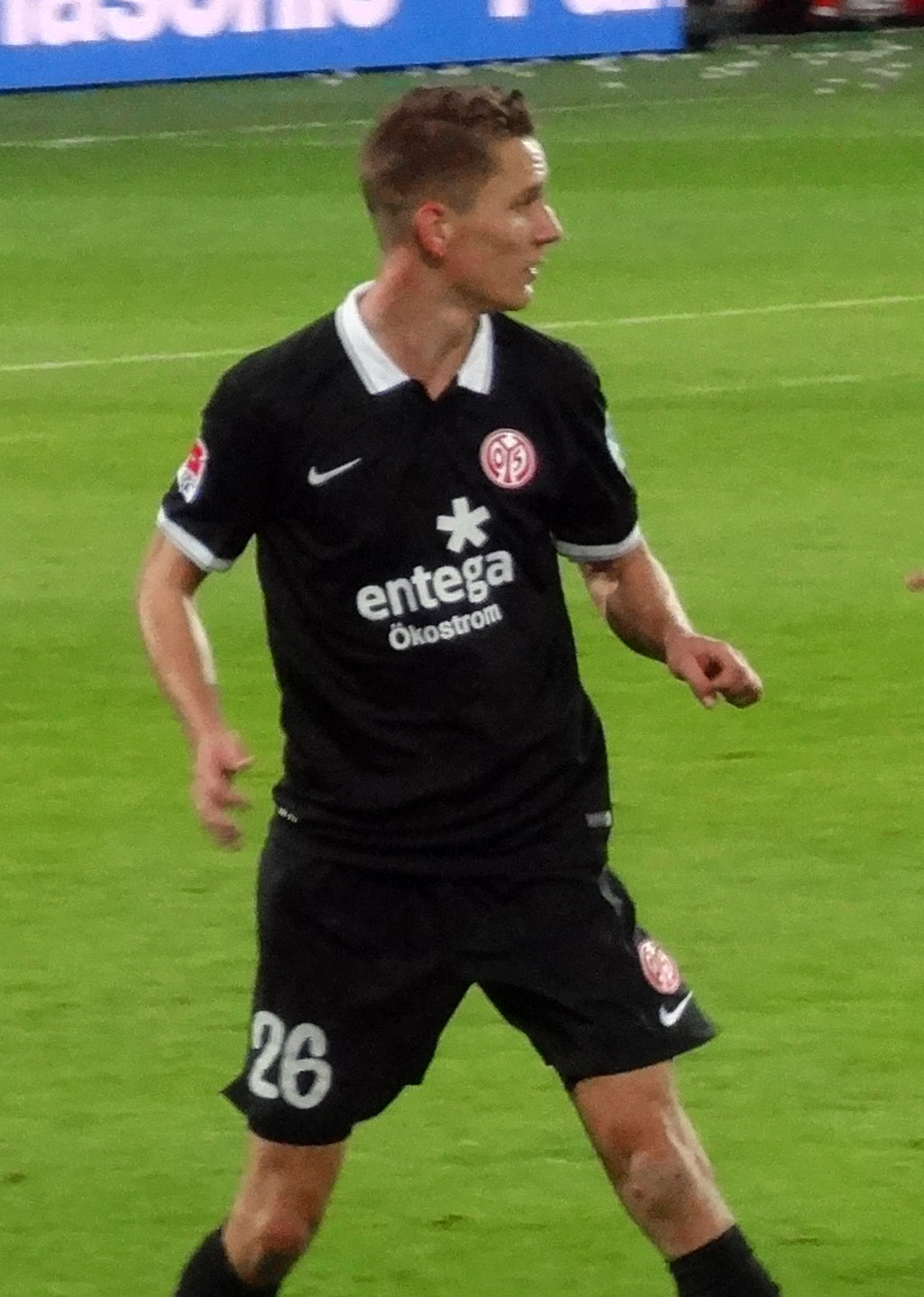

نيكو بونغيرت (بالألمانية: Niko Bungert)‏ (مواليد 24 أكتوبر 1986 في بوخوم - ألمانيا الغربية) لاعب كرة قدم ألماني يلعب حاليا لصالح نادي الدرجة الأولى ماينز الألماني منذ 2008 في مركز قلب الدفاع .

## روابط خارجية
- نيكو بونغيرت على موقع قاعدة بيانات كرة القدم.إي يو (الإنجليزية)
- نيكو بونغيرت على موقع بيانات كرة القدم. دي إي (الألمانية)
- نيكو بونغيرت على موقع Soccerway.com (الإنجليزية)
- نيكو بونغيرت على موقع عالم كرة القدم.نت (الإنجليزية)
- نيكو بونغيرت على موقع كووورة
- نيكو بونغيرت على موقع AS.com (الإسبانية)